# Leo von Caprivi
Georg Leo Graf von Caprivi de Caprara de Montecuccoli (24 de febrer de 1831 - 6 de febrer de 1899), general alemany i home d'Estat, fou el successor d'Otto von Bismarck com a Canceller d'Alemanya, càrrec que exercí entre els anys 1890 i 1894.
Nascut a Charlottenburg, als afores de Berlín, en una família d'origen italià i eslovè, Caprivi entrà a l'exèrcit l'any 1849 i participà com a soldat en la Guerra austroprussiana de 1866, i com a cap de divisió a la Guerra francoprussiana de 1870. Entre 1883 i 1888 serví com a Cap de la Marina Imperial, càrrec on demostrà un gran talent. Poc després, i durant un breu temps, fou nomenat Cap del Desè Exèrcit, amb seu a Hannover, abans de tornar a Berlín el febrer de 1890 per ordre del kaiser Guillem II. Ja a la capital, Caprivi fou informat que el kàiser confiava en ell per encapçalar un nou govern, notícia que es confirmà després de la dimissió de Bismarck, el 18 de març del mateix any. Irònicament, Caprivi havia preguntat temps enrere en públic: "Qui seria l'estúpid que s'atreviria a succeir Bismarck?".
El govern de Caprivi es caracteritzà pel que els historiadors anomenen "El Nou Curs", tant en política exterior com interior. En política domèstica, intentà conciliar el govern amb els socialdemòcrates; a nivell internacional, s'acostà a la política exterior britànica, fet que s'exemplificà amb la signatura del Tractat de Helgoland-Zanzíbar en juliol de 1890, amb el qual la Gran Bretanya cedí l'illa de Heligoland a canvi del control de Zanzíbar. Aquest tractat però, li feu guanyar-se l'oposició dels grups colonialistes alemanys, alhora que les polítiques de lliure comerç van veure l'oposició dels productors agrícoles conservadors i proteccionistes.
A banda d'aquest Tractat de Zanzíbar, el govern de Caprivi aconseguí el control de l'anomenat Caprivi Zipfel (Franja de Caprivi), una estreta franja afegida a l'Àfrica del Sud-oest Alemanya i que volia permetre la comunicació i el comerç amb l'Àfrica Oriental a través del riu Zambesi. Més endavant però, es demostrà que el riu no era navegable i, per tant, la comunicació era impossible.
L'any 1892, després de perdre una votació sobre una nova llei d'educació, presentà la seva dimissió com a Ministre-President de Prússia i fou reemplaçat pel Comte d'Eulenburg. Aquesta dimissió donà lloc a una divisió impossible entre els càrrecs de Canceller i Ministre-President de Prússia, problema que no seria resolt fins al 1894 amb la dimissió definitiva de Caprivi com a Canceller l'any 1894.